# Wayne Northrop
Wayne Alan Northrop (Sumner, 12 aprile 1947 – Los Angeles, 29 novembre 2024) è stato un attore statunitense, famoso per i ruoli di Michael Culhane in Dynasty e di Roman Brady in Il tempo della nostra vita.

## Biografia
Northrop nacque a Sumner il 12 aprile 1947 e si laureò in comunicazioni all'Università di Washington. Il 9 maggio 1981 sposò l'attrice Lynn Herring a Jennings. Assieme ebbero due figli: Hank Wayne, nato il 9 gennaio 1991, e Grady Lee, nato il 20 luglio 1993.

### Carriera
Nel 1981 Northrop interpretò l'autista Michael Culhane nella soap opera Dynasty, dall'episodio pilota fino al finale della prima stagione. Nello stesso anno entrò nel cast principale della soap opera Il tempo della nostra vita nel ruolo di Roman Brady, restando fino al 1984. Brevemente nel 1983 interpretò il ruolo di Andrè DiMera nella stessa soap opera. Nel 1986 tornò a Dynasty restando fino al 1987, interpretando sempre Michael Culhane. Nel 1991 tornò a Il tempo della nostra vita nel ruolo di Roman Brady, restando fino al 1994. Nel 1997 interpretò Rex Stanton nello spin-off della soap opera General Hospital, Port Charles, restando nel ruolo fino al 1998. Nell'agosto 2005 Northrop tornò ne Il tempo della nostra vita nel ruolo di un nuovo personaggio, il dottor Alex North, restando fino al 2006.

### Morte
Northrop è morto per complicazioni della malattia di Alzheimer il 29 novembre 2024, all'età di 77 anni.

## Filmografia parziale

### Televisione
- Dynasty  – soap opera, 35 puntate (1981-1987)
- Il tempo della nostra vita (Days of Our Lives) – soap opera, 1036 puntate (1981-2006)
- L.A. Law - Avvocati a Los Angeles (L.A. Law) – serie TV, 5 episodi (1988-1989)
- Port Charles – soap opera, 121 puntate (1997-1998)